# Gräfin Loretta (Schiff, 1930)
Die Gräfin Loretta ist ein Fahrgastschiff der Personenschifffahrt Gebr. Kolb mit Heimathafen Traben-Trarbach. Sie wurde hauptsächlich im Linienverkehr zwischen Traben-Trarbach und Bernkastel auf der Mosel eingesetzt.

## Geschichte
Das Schiff wurde 1930 auf der Germersheimer Schiffswerft gebaut und fuhr zunächst als Mannheimia für die Reederei Lersch aus Mannheim. 1936 wurde sie umgebaut und um vier Meter verlängert. Ab 1935 fuhr sie als Liselotte für die Hebel-Linie aus Boppard auf dem Mittelrhein, im Krieg versenkt und wieder gehoben. 1960 wurde das Schiff auf der Germersheimer Schiffswerft nochmal umgebaut und verlängert und umbenannt in Boppard. Seit 1994 gehört das Schiff als Gräfin Loretta zur Flotte der Personenschifffahrt Gebr. Kolb. Den Namen Gräfin Loretta hat sie von der gleichnamigen Gräfin Loretta von Sponheim, welche im 12. Jahrhundert in Starkenburg bei Traben-Trarbach residierte.

## Technische Daten
Die Gräfin Loretta hat eine Länge von 41,80 Meter, ist 6,46 Meter breit und hat einen Tiefgang von 1,10 Meter. Angetrieben wird das Schiff von zwei Schiffsdieselmotoren des Typs MWM RHS 518 mit je 171 kW (bis zum heutigen Zeitpunkt gleicher Typ aus den 1950er Jahren), die auf konventionellen Schraubenantrieb mit Ruderanlage wirken. Als Manövrierhilfe ist das Schiff seit Mitte 1990er Jahre mit einer Bugstrahlanlage, einem drehbaren Pumpjetantrieb mit etwa 100 kW Leistung, ausgerüstet. Zur Stromerzeugung besitzt das Schiff zwei Dieselgeneratoren, wovon einer im Bug des Schiffes auch die Bugstrahlanlage versorgt.

## Decks und Ausstattung
Die Gräfin Loretta hat zwei Decks, wobei im unteren geschlossenen Hauptdeck 142 Sitzplätze zur Verfügung stehen und sich eine Küche, die Theke und die Toiletten befinden. Im Mitteldeck befinden sich etwa 50 Sitzplätze im geschlossenen Bereich und etwa 60 Sitzplätze im Außenbereich.